# Margarida d'Antioquia
Margarida o Marina (Antiòquia de Pisídia, 275 - 20 de juliol de 290) és venerada com a santa per les confessions cristianes que accepten l'existència de sants. Se'n celebra la festivitat el 20 de juliol a Occident i el 17 de juliol a Orient. La seva existència real, però, és dubtosa i ja va ser declarada com a apòcrifa en 494 per Gelasi I. La devoció va revifar-se durant les Croades i el seu culte va expandir-se per tot Europa. Hi havia la creença que la santa mateixa havia promès indulgència a qui escrigués o llegís la seva vida o invoqués la seva intercessió; això va fer-la un dels sants més populars durant l'edat mitjana.

## LaPassio: llegenda de la santa
La passió, confusa i plena de dades llegendàries i de dubtosa historicitat, redactada en grec per un suposat testimoni del martiri, Teòtim, Margarida havia nascut l'any 275. Era filla d'un sacerdot pagà i, en morir sa mare, havia estat criada per una dida que practicava el cristianisme en secret. Eren els temps de les persecucions de Dioclecià; quan va tornar a casa del pare, li va declarar la seva fe i va ser-ne expulsada. La noia, llavors, va tornar amb la dida, que en va tenir cura.
El prefecte romà, Ol·lari, va intentar seduir-la, però ella, que havia consagrat la seva virginitat a Déu, el va rebutjar i va confessar-li la seva fe. El prefecte, humiliat, la va denunciar i va ser detinguda. A la presó, el diable la va visitar per temptar-la, sota forma de drac i, en no aconseguir-ho, la devorà: la santa, armada d'una creu, li obrí el ventre i en sortí. Per aquest motiu, habitualment és representada amb un drac als peus i és invocada per les dones embarassades per tenir un bon part.
En els interrogatoris no va voler renunciar a la seva fe. En un d'ells, un colom baixà del cel i diposità sobre el seu cap una corona. Després de sofrir diversos martiris, va ser degollada el 20 de juliol de 290, als quinze anys.

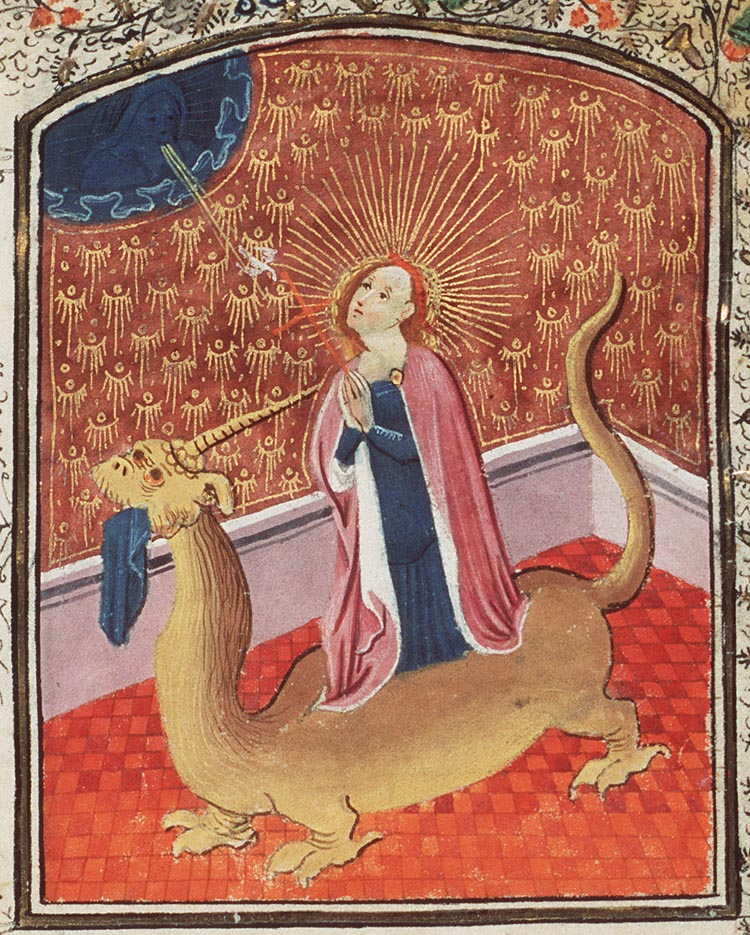
Miniatura, ca. 1440
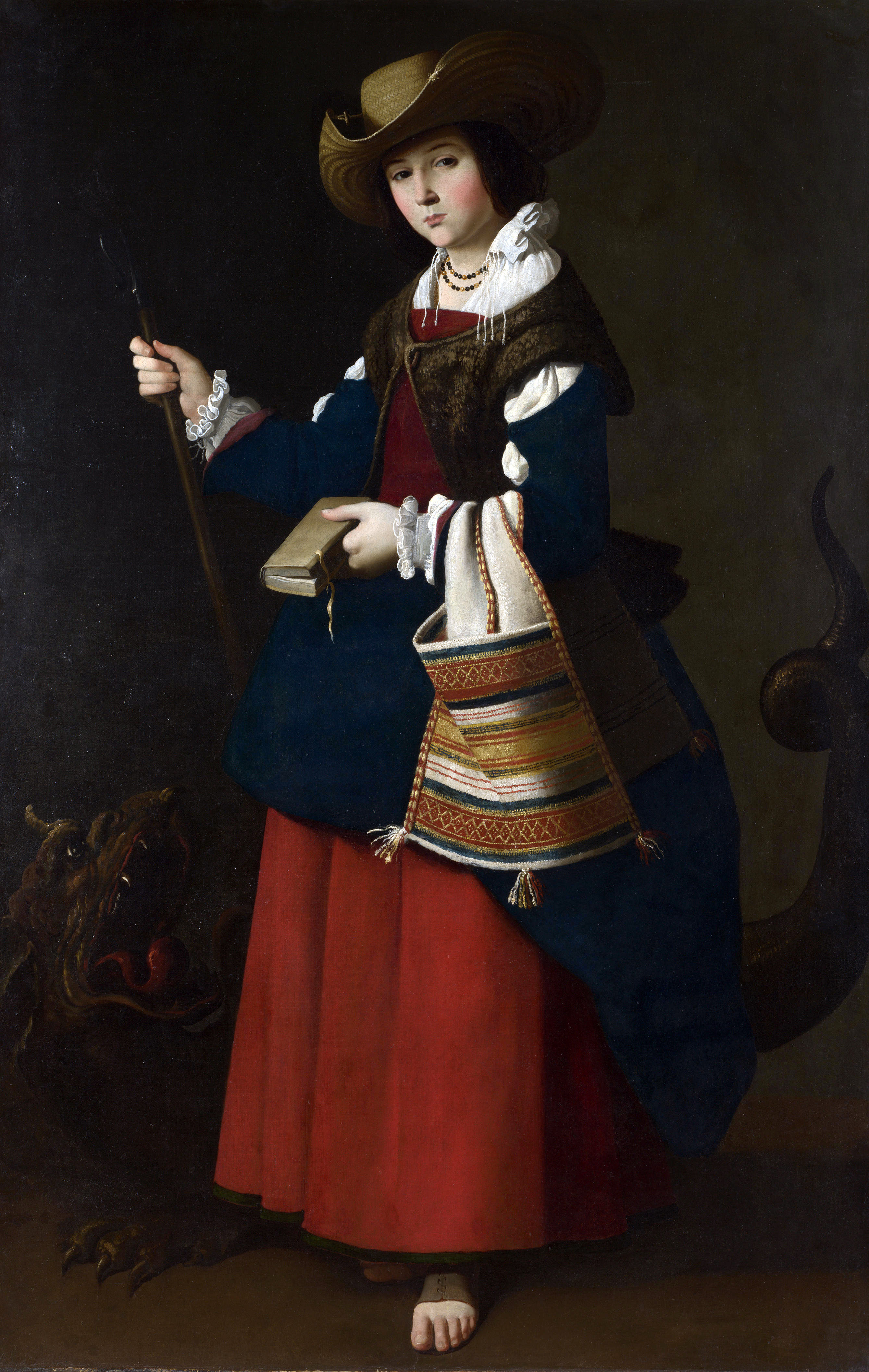
Quadre de Francisco de Zurbarán (Londres, National Gallery)
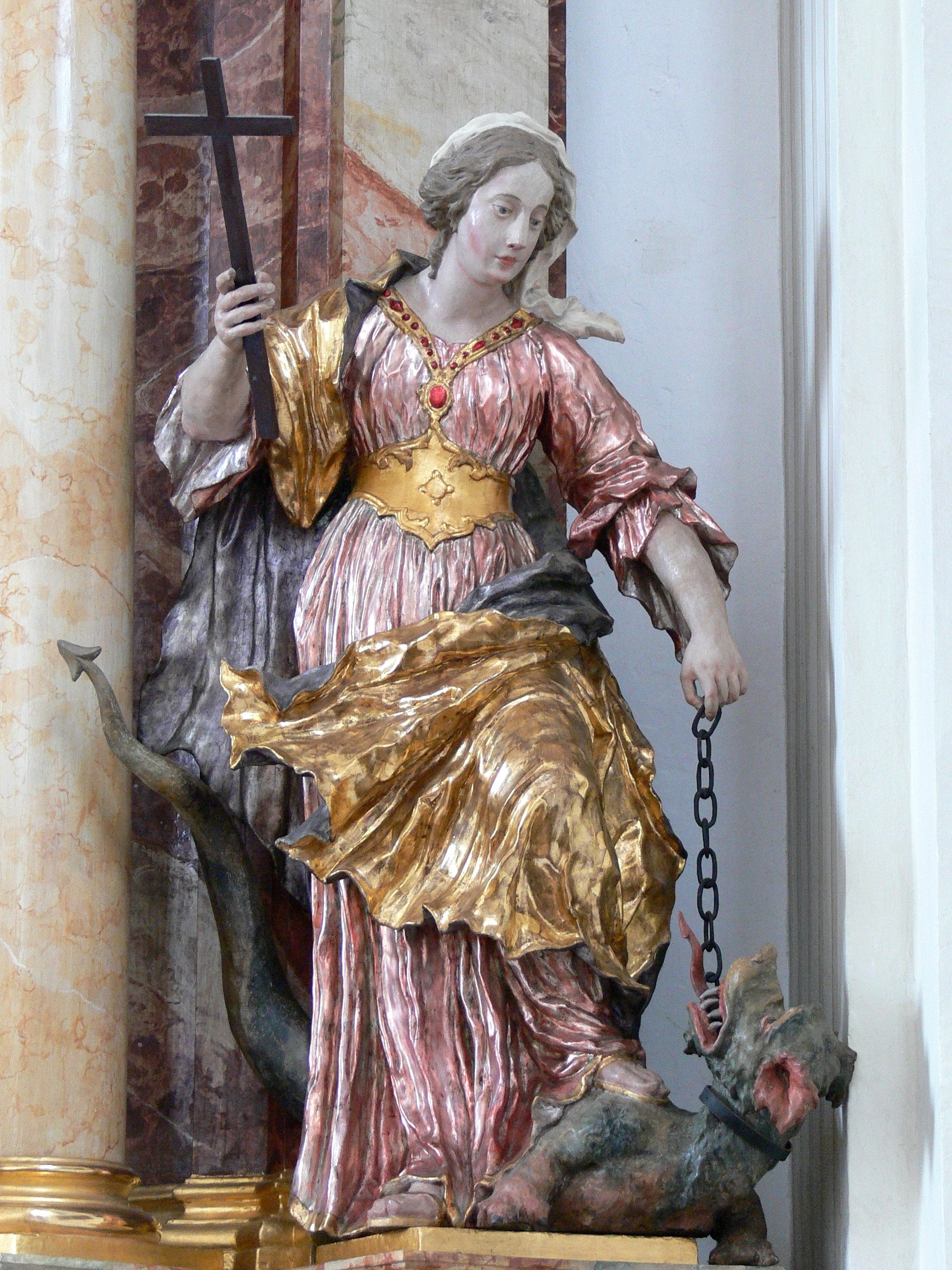
Talla de Franz Stadler, 1743 (Untergriesbach, St. Michael)
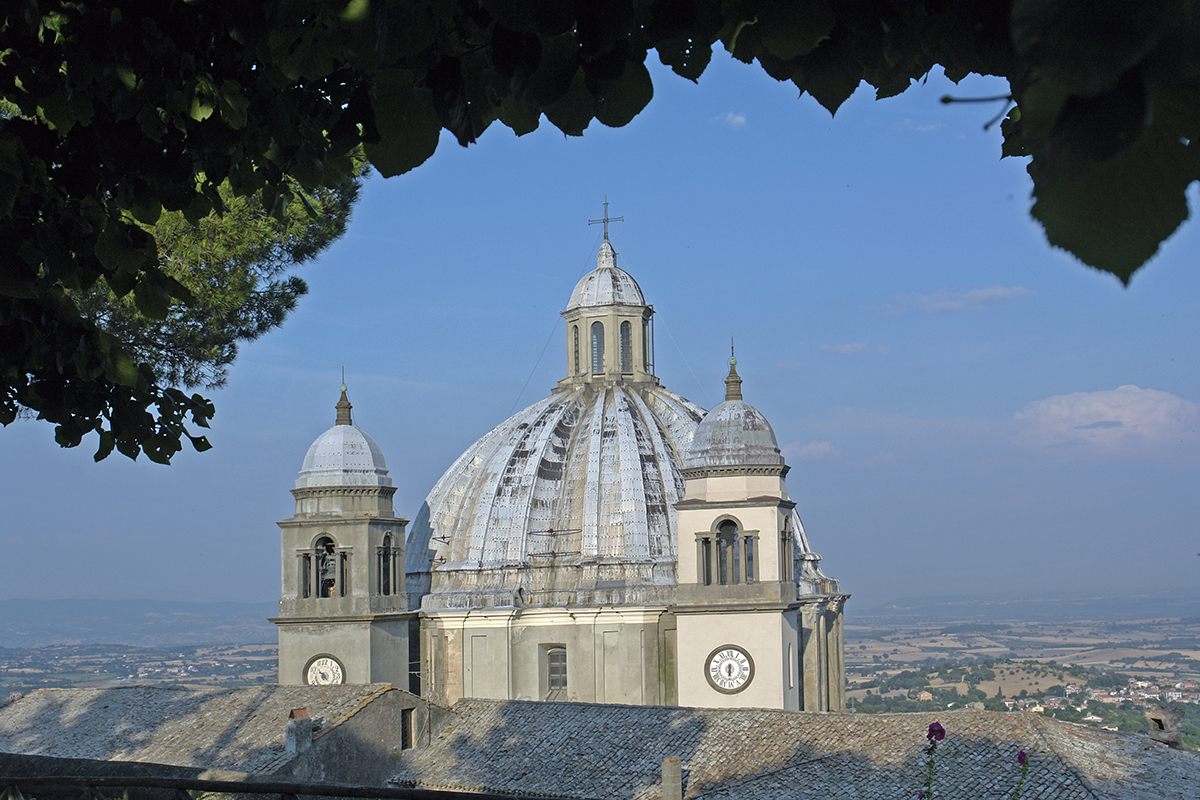
Catedral de Montefiascone, antic monestir, amb el suposat cos de la santa

## El culte
Va ser una de les santes més populars de l'Edat mitjana, tant a les esglésies occidentals com a les ortodoxes, i va ser inclosa entre els Catorze sants auxiliadors com a auxiliadora en els parts i els moments difícils. El 1969, però, va ser exclosa del calendari universal dels sants, per considerar-se que no hi ha prou proves que n'assegurin la historicitat. El seu culte és permès en aquells llocs on té tradició.
Al segle x, el seu cos va ser pres per Agustí de Pavia, que volia portar-lo a la seva ciutat. De camí, però, va morir a l'Abadia de Montefiascone, on va restar la relíquia. Altres llocs de França i Itàlia diuen de tenir-ne relíquies.
A les esglésies de l'ortodòxia és venerada amb el nom de Santa Marina, on es confon amb Pelàgia d'Antioquia (de fet, "Pelàgia", en grec, vol dir "del mar", com "Marina", i això explica que sigui la mateixa persona amb dues variants d'un mateix nom). A Occident, en canvi, es va considerar que els dos noms corresponien a dues persones diferents: avui, la llegenda de les dues santes és similar, però tenen cultes separats.

## Iconografia
Obresː
- Frontal d'altar de Santa Margarida de Vilaseca al Museu Episcopal de Vic[5]
- Estàtua de pedra policromada (segle xiv) procedent de la Seu Vella de Lleida i exposada a Nova York, a The Cloisters[6]
- Retaule dedicat a Santa Margarida procedent de Fonollosa. S. XV (Museu Episcopal de Vic)
- Santa Margarita de Zurbarán a la National Gallery de Londres
- Escultura d'Eusebi Arnau a l'exterior de l'edifici d'administració de l'Hospital de Sant Pau. Una altra imatge de santa Margarida es troba al pavelló de la Puríssima del mateix recinte hospitalari.